# De wedstrijd tussen Apollo en Pan
De wedstrijd tussen Apollo en Pan is een schilderij door de Zuid-Nederlandse schilder Hendrick de Clerck in het Rijksmuseum in Amsterdam.

## Voorstelling
Het stelt de muziekwedstrijd voor tussen Apollo en Pan, zoals overgeleverd door de Romeinse schrijver Hyginus. Volgens Hyginus nam Apollo het op tegen Marsyas of Pan (Marsya vel Pane) op de fluit. Dit moet echter Pan zijn, omdat Marsyas een eerdere wedstrijd met Apollo verloor en vervolgens levend gevild werd. Als juryleden traden op Tmolus en koning Midas. De jury kon echter geen winnaar aanwijzen. Tmolus was voor Apollo, Midas voor Pan. Boos zei Apollo tegen Midas "Quale cor in iudicando habuisti, tales et auriculas habebis" (Je zult oren krijgen die passen bij je geest om te kunnen oordelen) en hij veranderde zijn oren in ezelsoren. Om aan te geven dat er echt iets mis is met het oordeelsvermogen van Midas haalt Hyginus vervolgens het verhaal van Midas en Silenus aan. Volgens dit verhaal wordt Midas door de god Dionysus beloond voor zijn hulp aan Silenus. Hij mag een wens doen. Midas vroeg om al dat hij aanraakte te veranderen in goud. Toen echter ook zijn eten in goud veranderde, smeekte hij Dionysus om de gave ongedaan te maken.

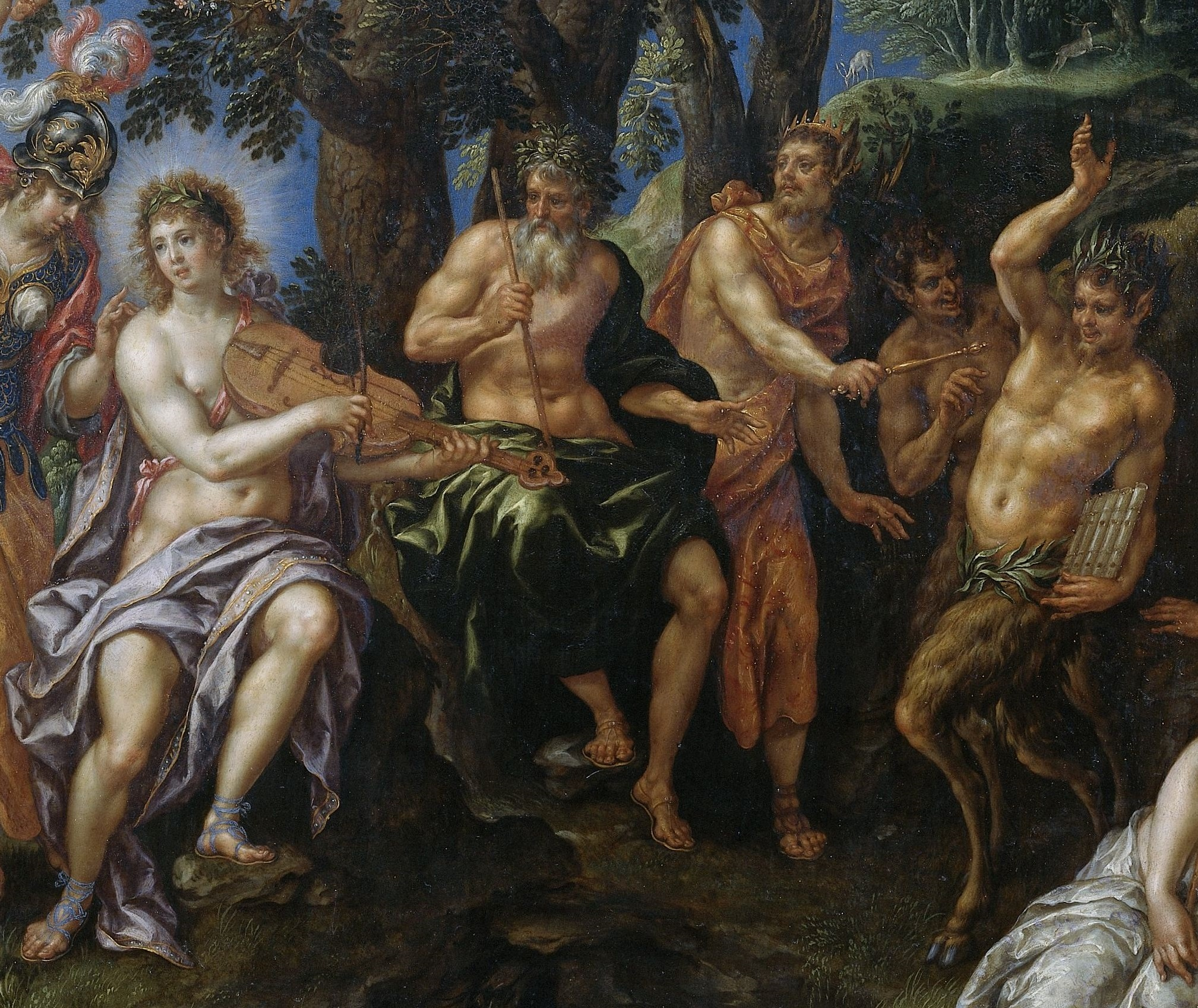
Detail

Op het schilderij speelt Apollo niet zoals gebruikelijk op een lier, maar op een viool. Links van hem staat de godin Athene. Zij was het die de fluit van pan gemaakt had en vervolgens had weggegooid omdat zij haar wangen te bol vond worden als ze er op blies. Rechts van Apollo de twee juryleden. Beide kijken ze naar Apollo, maar Midas wijst met zijn gouden scepter naar Pan. Pan, omgeven door twee satyrs gooit zijn rechterarm triomferend in de lucht. Rondom deze voorstelling staan en zitten enkele nimfen, van wie enkelen bazuinen vasthouden.

## Toeschrijving
Het schilderij wordt van oudsher toegeschreven aan Hendrick de Clerck.

## Herkomst
Het werk wordt in 1752 voor het eerste gesignaleerd in de verzameling van Adriaan Leonard van Heteren in Den Haag. Van Heteren liet het na zijn dood na aan zijn zoon, Adriaan Leonard van Heteren Gevers. Deze verkocht het werk op 8 juni 1809 samen met 135 andere schilderijen, bekend als het Kabinet Van Heteren Gevers, aan het Rijksmuseum.